# Pelecopsis
Genre
Synonymes
- Lophocarenum Menge, 1866
- Exechophysis Simon, 1884
- Brachycentrum Dahl, 1886
- Paractenonyx Dahl, 1886

Pelecopsis est un genre d'araignées aranéomorphes de la famille des Linyphiidae.

## Distribution
Les espèces de ce genre se rencontrent en écozone holarctique et afrotropicale.

## Liste des espèces
Selon World Spider Catalog (version 26, 15/04/2025) :
- Pelecopsis agaetensis Wunderlich, 1987
- Pelecopsis albifrons Holm, 1979
- Pelecopsis alpica Thaler, 1991
- Pelecopsis alticola (Berland, 1936)
- Pelecopsis amabilis (Simon, 1884)
- Pelecopsis arsi Tanasevitch, 2023
- Pelecopsis aureipes Denis, 1962
- Pelecopsis biceps (Holm, 1962)
- Pelecopsis bicornuta Hillyard, 1980
- Pelecopsis bigibba Seo, 2018
- Pelecopsis bishopi Kaston, 1945
- Pelecopsis brunea Seo, 2018
- Pelecopsis bucephala (O. Pickard-Cambridge, 1875)
- Pelecopsis capitata (Simon, 1884)
- Pelecopsis cedricola Bosmans & Abrous, 1992
- Pelecopsis coccinea (O. Pickard-Cambridge, 1875)
- Pelecopsis crassipes Tanasevitch, 1987
- Pelecopsis denisi Brignoli, 1983
- Pelecopsis digitulus Bosmans & Abrous, 1992
- Pelecopsis dorniana Heimer, 1987
- Pelecopsis elongata (Wider, 1834)
- Pelecopsis eminula (Simon, 1884)
- Pelecopsis flava Holm, 1962
- Pelecopsis fornicata Miller, 1970
- Pelecopsis fulva Holm, 1962
- Pelecopsis hamata Bosmans, 1988
- Pelecopsis hillyardi Wunderlich, 2024
- Pelecopsis hipporegia (Denis, 1968)
- Pelecopsis humiliceps Holm, 1979
- Pelecopsis indus Tanasevitch, 2011
- Pelecopsis inedita (O. Pickard-Cambridge, 1875)
- Pelecopsis infusca Holm, 1962
- Pelecopsis intricata Jocqué, 1984
- Pelecopsis janus Jocqué, 1984
- Pelecopsis kabyliana Bosmans & Abrous, 1992
- Pelecopsis kalaensis Bosmans & Abrous, 1992
- Pelecopsis laptevi Tanasevitch & Fet, 1986
- Pelecopsis leonina (Simon, 1884)
- Pelecopsis levantensis Tanasevitch, 2016
- Pelecopsis litoralis Wunderlich, 1987
- Pelecopsis loksai Szinetár & Samu, 2003
- Pelecopsis lunaris Bosmans & Abrous, 1992
- Pelecopsis major (Denis, 1945)
- Pelecopsis malawiensis Jocqué, 1977
- Pelecopsis margaretae Georgescu, 1975
- Pelecopsis medusoides Jocqué, 1984
- Pelecopsis mengei (Simon, 1884)
- Pelecopsis minor Wunderlich, 1995
- Pelecopsis modica Hillyard, 1980
- Pelecopsis moesta (Banks, 1892)
- Pelecopsis monsantensis Bosmans & Crespo, 2010
- Pelecopsis moschensis (Caporiacco, 1947)
- Pelecopsis mutica Denis, 1958
- Pelecopsis nigriceps Holm, 1962
- Pelecopsis nigroloba Fei, Gao & Zhu, 1995
- Pelecopsis odontophora (Kulczyński, 1895)
- Pelecopsis oranensis (Simon, 1884)
- Pelecopsis oujda Bosmans & Abrous, 1992
- Pelecopsis pakistanicus Tanasevitch, 2025
- Pelecopsis palmgreni Marusik & Esyunin, 1998
- Pelecopsis papillii Scharff, 1990
- Pelecopsis parallela (Wider, 1834)
- Pelecopsis paralleloides Tanasevitch & Fet, 1986
- Pelecopsis partita Denis, 1954
- Pelecopsis parvicollis Wunderlich, 1995
- Pelecopsis parvioculis Miller, 1970
- Pelecopsis pasteuri (Berland, 1936)
- Pelecopsis pavesii Bosmans & Hervé, 2021
- Pelecopsis pavida (O. Pickard-Cambridge, 1872)
- Pelecopsis physeter (Fage, 1936)
- Pelecopsis pooti Bosmans & Jocqué, 1993
- Pelecopsis proclinata Bosmans, 1988
- Pelecopsis punctilineata Holm, 1964
- Pelecopsis punctiseriata (Bösenberg & Strand, 1906)
- Pelecopsis radicicola (L. Koch, 1872)
- Pelecopsis reclinata (Holm, 1962)
- Pelecopsis riffensis Bosmans & Abrous, 1992
- Pelecopsis robusta Weiss, 1990
- Pelecopsis ruwenzoriensis (Holm, 1962)
- Pelecopsis sanje Scharff, 1990
- Pelecopsis sculpta (Emerton, 1917)
- Pelecopsis senecicola Holm, 1962
- Pelecopsis seoi Blick & Sherwood, 2021
- Pelecopsis subflava Russell-Smith & Jocqué, 1986
- Pelecopsis suilla (Simon, 1884)
- Pelecopsis tenuipalpis Holm, 1979
- Pelecopsis topcui (Türkeş, Karabulut, Demir & Seyyar, 2015)
- Pelecopsis tybaertielloides Jocqué, 1984
- Pelecopsis uintana (Chamberlin, 1949)
- Pelecopsis unimaculata (Banks, 1892)
- Pelecopsis varians (Holm, 1962)

## Systématique et taxinomie
Ce genre a été décrit par Simon en 1864 comme un sous-genre de Micryphantes.
Lophocarenum, Brachycentrum et Paractenonyx ont été placés en synonymie par Wiehle en 1960.
Exechophysis a été placé en synonymie par Millidge en 1977.

## Publication originale
- Simon, 1864 : Histoire naturelle des araignées (aranéides). Paris, p. 1-540 (texte intégral).